# Čerňachovsk
Čerňachovsk (rusky Черняхо́вск; německy Insterburg; litevsky Įsrutis; polsky Wystruć, česky Instruč ) je město v Kaliningradské oblasti v Rusku ležící 90 km východně od Kaliningradu s populací čítající v roce 2021 cca 35 tisíc obyvatel.

## Historie města

### Od založení do 17. století
Insterburg byl založen roku 1336 při křížové výpravě proti pohanským Prusům. Založil ho společně s hradem Instierburgem velmistr Řádu německých rytířů Dietrich von Altenburg na místě původní pruské pevnosti. Hrad s osadou byl vypleněn v roce 1376 Litevci a 1457 Poláky. Následně byl přestavěn na sídlo prokurátora Řádu a začalo se mu říkat Insterburg. Roku 1525 Albrecht Braniborsko-Ansbašský sekularizoval Řád německých rytířů a Insterburg se stal součástí Pruského vévodství. Městská práva dostal roku 1583 dekretem Jiřího Fridricha Braniborsko-Ansbašského. Bohužel většina zástavby byla zničena požárem v roce 1590 (zničeno bylo 140 budov z původních 149). Během 17. století bylo město vyplundrováno postupně vojsky Švédů, Rusů a Tatarů. V letech 1643 - 1648 žila ve Insterburgu švédská královna Marie Eleonora, vdova po králi Gustavu Adolfovi.

### Od 18. století do roku 1914
V roce 1709 byla populace města zdecimována morem, a tak nabídl pruský král Fridrich Vilém I. rakouským protestantům vyhnaných ze Salcburského arcibiskupství, aby se usadili v roce 1732 právě v Insterburgu. Pruský královský dvůr se přestěhoval do místního hradu v roce 1723 a k městu byly oficiálně přičleněny okolní osady a i samotný hrad. V letech 1721–1748 koupil rozsáhlá území na západ od města kníže Leopold Anhaltsko-Desavský a rozvinul výrazně místní zemědělství. V letech 1758–1762 během Sedmileté války bylo město obsazeno ruskými vojsky.
Za Napoleonských válek v roce 1812 město navštívil samotný Napoleon. Na cestě do Německa v roce 1818 zde zemřel významný ruský generál Michail Bogdanovič Barclay de Tolly, který se velkou měrou zasloužil za Napoleonovu porážku v ruském tažení. Mezi lety 1828–1835 bylo město napojeno na silniční síť a v roce 1860 se Insterburg stal železničním uzlem mezi Köningsbergem a Kaunasem a mezi Tylží a Toruní. Díky dobrému dopravnímu spojení se začal ve městě rozvíjet průmysl. Vznikly slévárny, ocelárny a přádelny lnu. Rozvíjelo se i místní školství. V roce 1860 vzniklo gymnázium a dále ve městě fungovala zemědělská a zdravotní škola. V roce 1863 zde začala operovat tajná polská organizace, která zajišťovala zbraně Polákům pro připravované Lednové povstání proti ruské nadvládě. Po vzniku Německého císařství v roce 1871 se stal Insterburg především vojenskou základnou německé armády. V 1914 bylo ve městě na 2 000 vojáků.

### 20. století
Na počátku první světové války bylo město na necelý měsíc obsazeno ruskými vojsky (mezi 24. srpnem a 11. zářím 1914) a následně se stalo hlavním stanem pro generála Hindenburga. Mezi světovými válkami došlo k jeho dalšímu rozvoji. Insterburg se stal sídlem místní správy, soudu, celního úřadu, pobočky říšské banky a obchodní komory. Hospodářství se rozrostlo se vznikem závodů na výrobu cukrovinek, octa, chemikálií a dílny na zpracování kůží. Po nástupu nacismu v Německu v roce 1933 vznikly ve městě velké kasárny a vojenské letiště. V roce 1939 došlo k rekonstrukci nejvýznamnějších památek města. Před vypuknutím války mělo město téměř 49 000 obyvatel. Za války byl Insterburg bombardován 27. července 1944 britským Royal Air Force. Následně začala německá operace Hannibal, které měla za cíl evakuovat většinu německého obyvatelstva z Východního Pruska do Německa před příchodem Rudé armády. Z původních 50 tisíc zbylo ve městě v lednu 1945 pouze něco okolo 8 - 10 000, zejména těch co pracovali v továrnách a ve státních institucích. Sověti od 20. ledna 1945 město neustále bombardovali, čímž ho v podstatě srovnali se zemí. Rudá armáda vstoupila do města 22. ledna 1945.

### Pod sovětskou a ruskou správou
Po příchodu Rudé armády byl ve městě vytvořen internační tábor pod vedením NKVD. Pro tento účel sloužil místní hrad, z kterého se stal velký tranzitní tábor pro zbylé německé obyvatelstvo, které bylo nuceně posíláno v letech 1946 - 1949 do Východního Německa. Táborem prošlo na 250 000 lidí a na 16 000 jich zde zahynulo. Po odsunutí německého obyvatelstva se do města začali stěhovat především Rusové z centrálních oblastí Ruska. Po válce připadlo město pod správu SSSR a bylo přejmenováno na Čerňachovsk podle hrdiny Sovětského svazu Ivana Daniloviče Čerňachovského, sovětského generála, který padl při dobývání Köningsbergu. Po rozpadu SSSR v roce 1991 se město stalo součástí Ruska jako jeho exkláva. Negativně se podepsalo na ekonomice Čerňachovsku přistoupení sousední Litvy a Polska do EU v roce 2004. Celá Kaliningradská oblast se dostala do výrazné izolace, začala se zhoršovat ekonomická situace obyvatel a růst nezaměstnanost. Dokonce poprvé od konce války začal klesat počet obyvatel města.
V roce 1996 německá organizace Lidový spolek péče o německé hroby obětí válek obnovila ve městě hřbitov z první světové války, na kterém leží 556 německých a 165 ruských padlých vojáků. Od té doby bylo na společném hřbitově pochováno na 8 700 vojáků.

## Obyvatelstvo

### Vývoj obyvatelstva v průběhu doby
| Rok       | 1782  | 1790  | 1875   | 1880   | 1885   | 1890   | 1900   | 1910   | 1925   | 1933   | 1939   | 1959   | 1970   | 1979   | 1989   | 2002   | 2010   | 2021   |
| Obyvatelé | 4 528 | 4 972 | 16 303 | 18 745 | 22 227 | 31 624 | 27 787 | 31 624 | 39 311 | 41 230 | 43 620 | 29 063 | 33 446 | 35 576 | 39 622 | 44 323 | 40 449 | 35 375 |

### Etnické složení obyvatelstva

Východní Prusko (vyznačeno červeně) na mapě tehdejšího Německa 1871

Při sčítání lidu v roce 2010 bylo etnické složení v městě následující:
| - 86,4 % Rusové - 4,5 % Ukrajinci - 1,1 % Němci - 0,9 % Litevci - 0,9 % Arméni |  | - 0,5 % Tataři - 0,5 % Romové - 0,4 % Poláci - 1,6 % ostatní |

### Významné osobnosti města
- Martin Grünberg (1665- 18. století) - architekt
- Eduard Heinrich von Flottwell (1786–1865) - německý politik
- Carl Friedrich Wilhelm Jordan (1819–1904) - spisovatel a politik
- Hans Horst Meyer (1853–1939) - farmaceut
- Therese Malten (1855–1930) - operní zpěvačka
- Hans Otto Erdmann (1896-1944) - člen odboje proti nacismu
- Kurt Kuhlmey (1913–1993) - generálmajor německé armády
- Traugott Buhre (1929–2009) herec
- Harry Boldt (born 1930) - olympijský vítěz v drezuře
- Jürgen Schmude (nar. 1936) - politik SPD

## Galerie

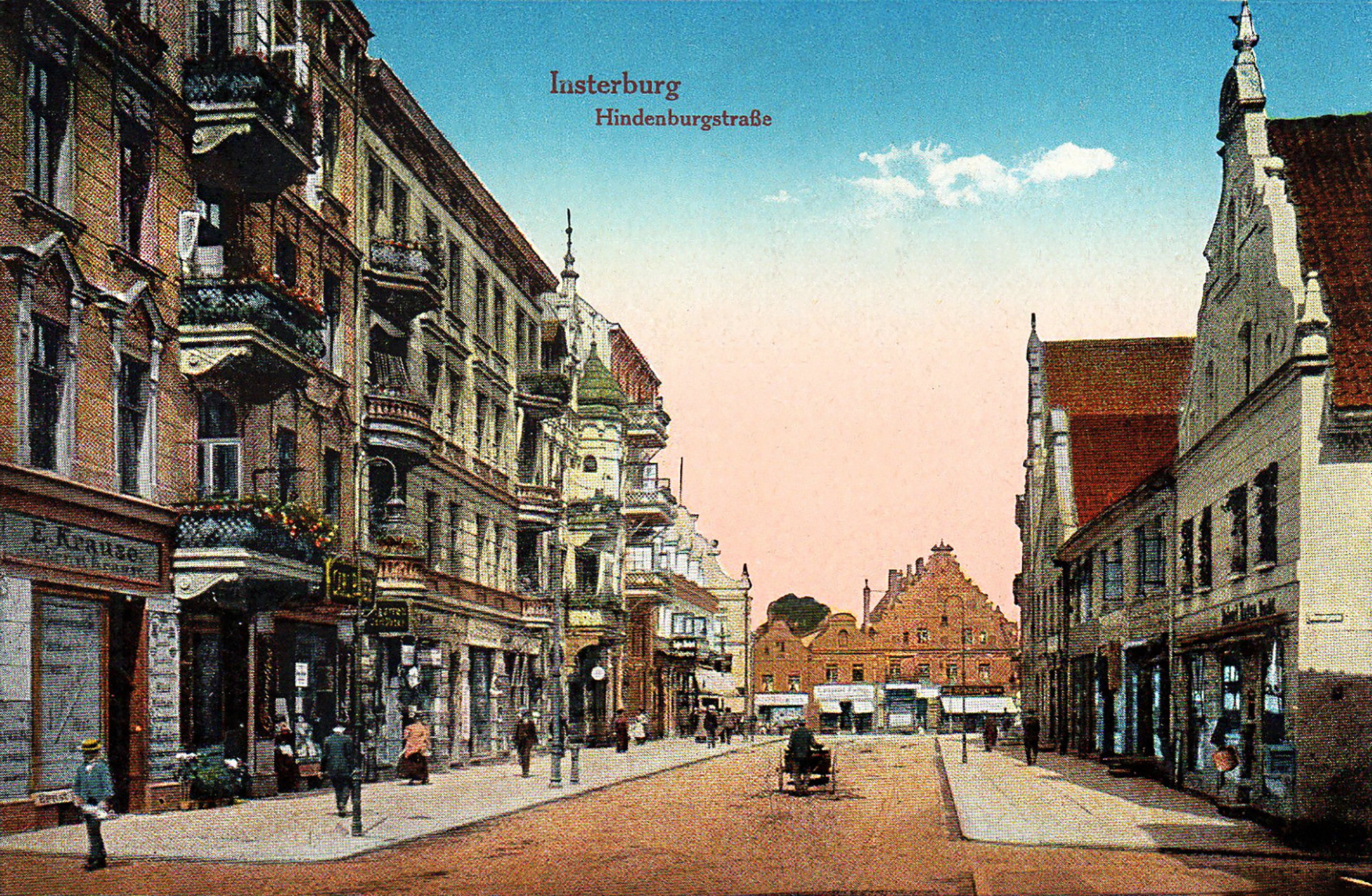
Insterburg v roce 1899
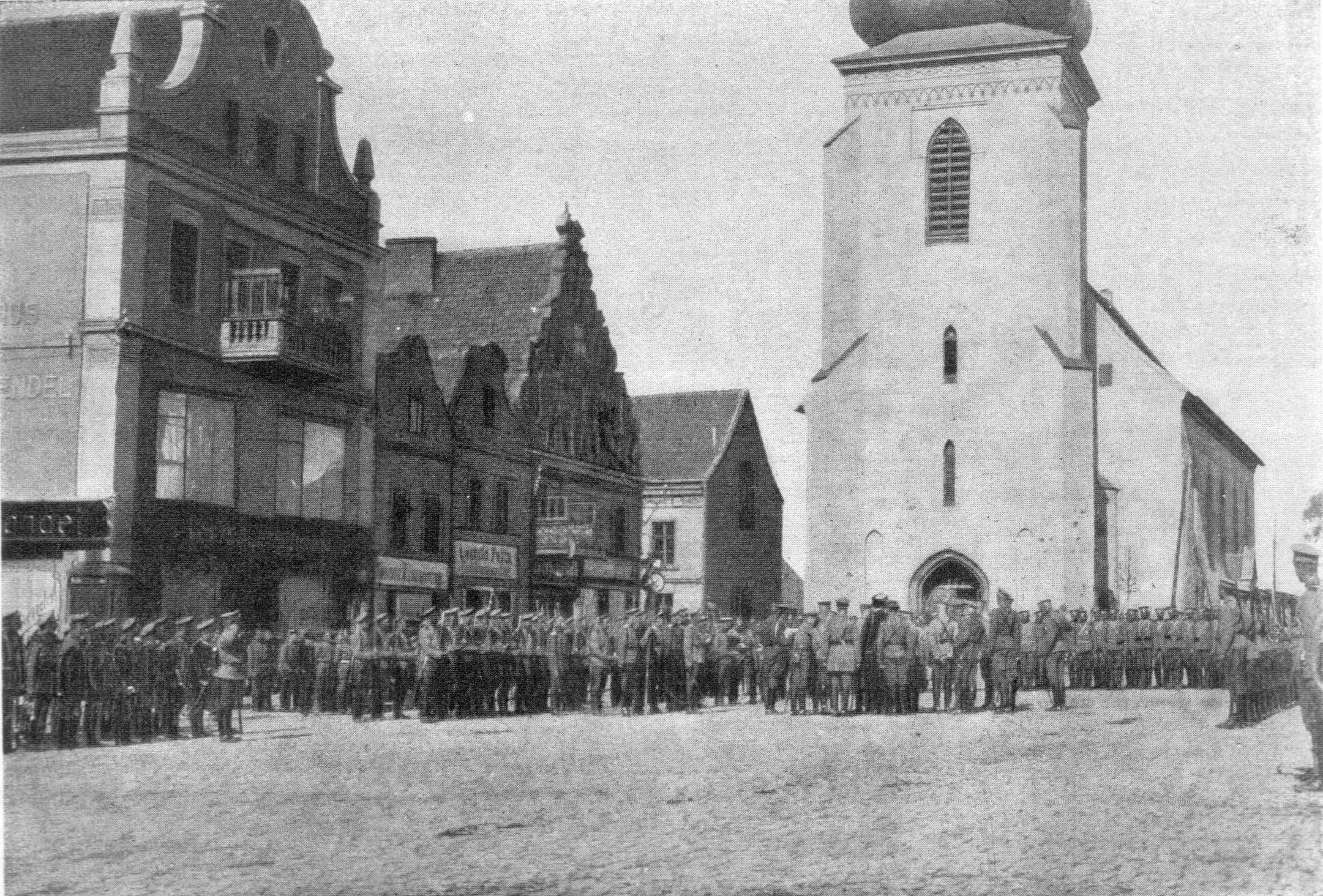
Ruské jednotky ve městě (1914)
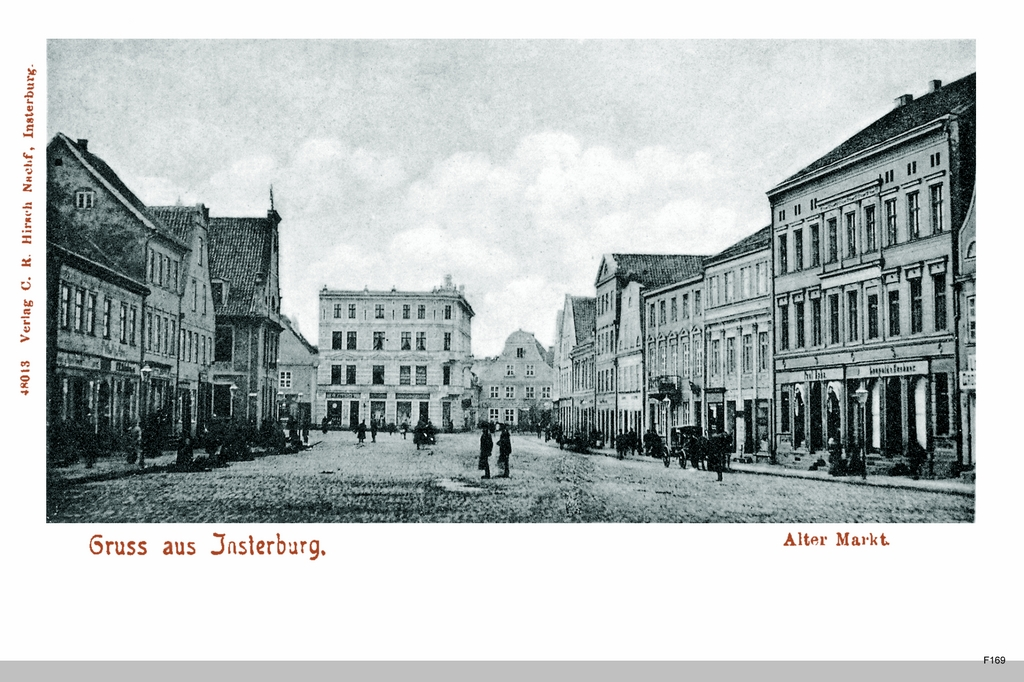
Náměstí v Insterburgu
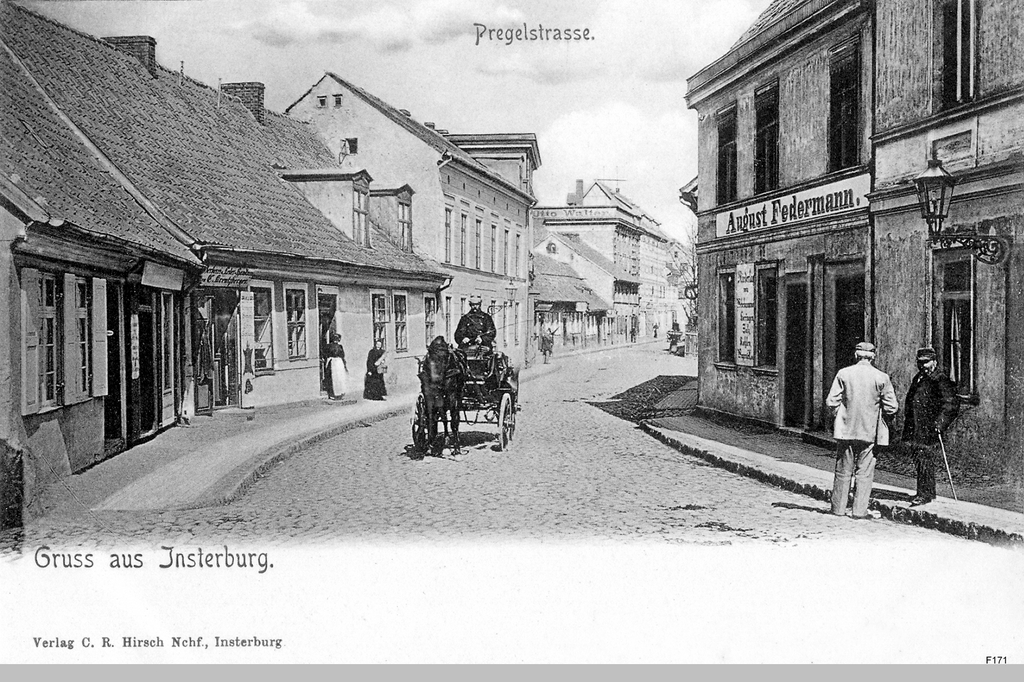
Ulice v původním Insterburgu
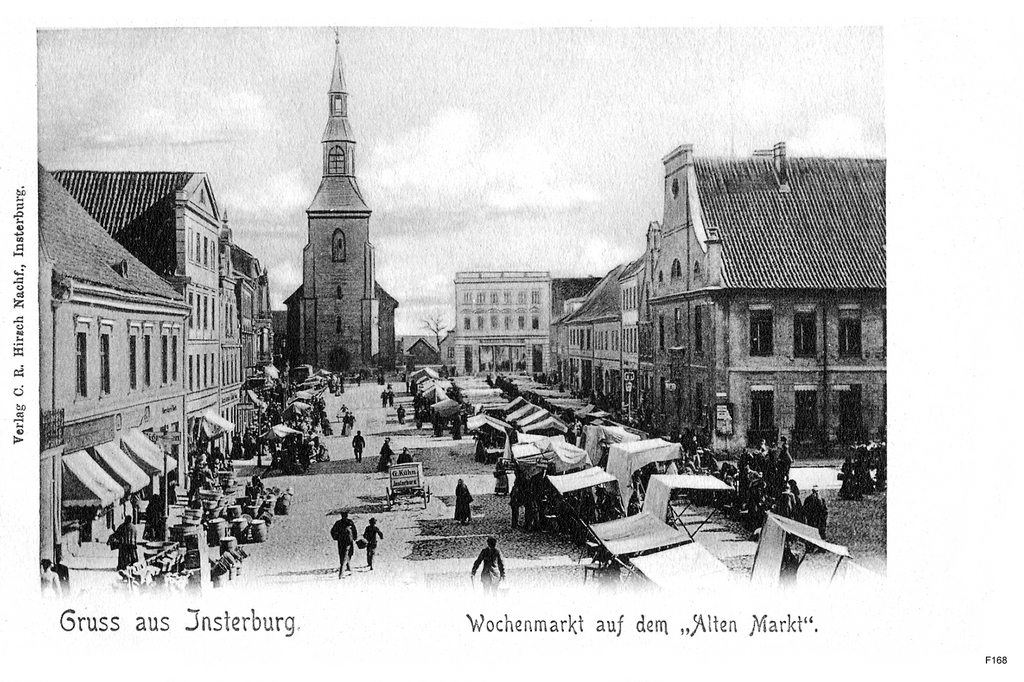
Instenburský trh okolo roku 1945
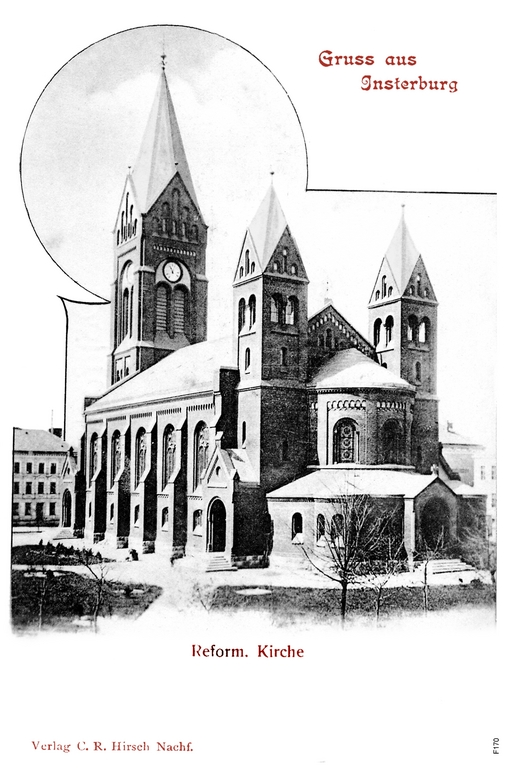
Místní evangelický kostel před rokem 1945
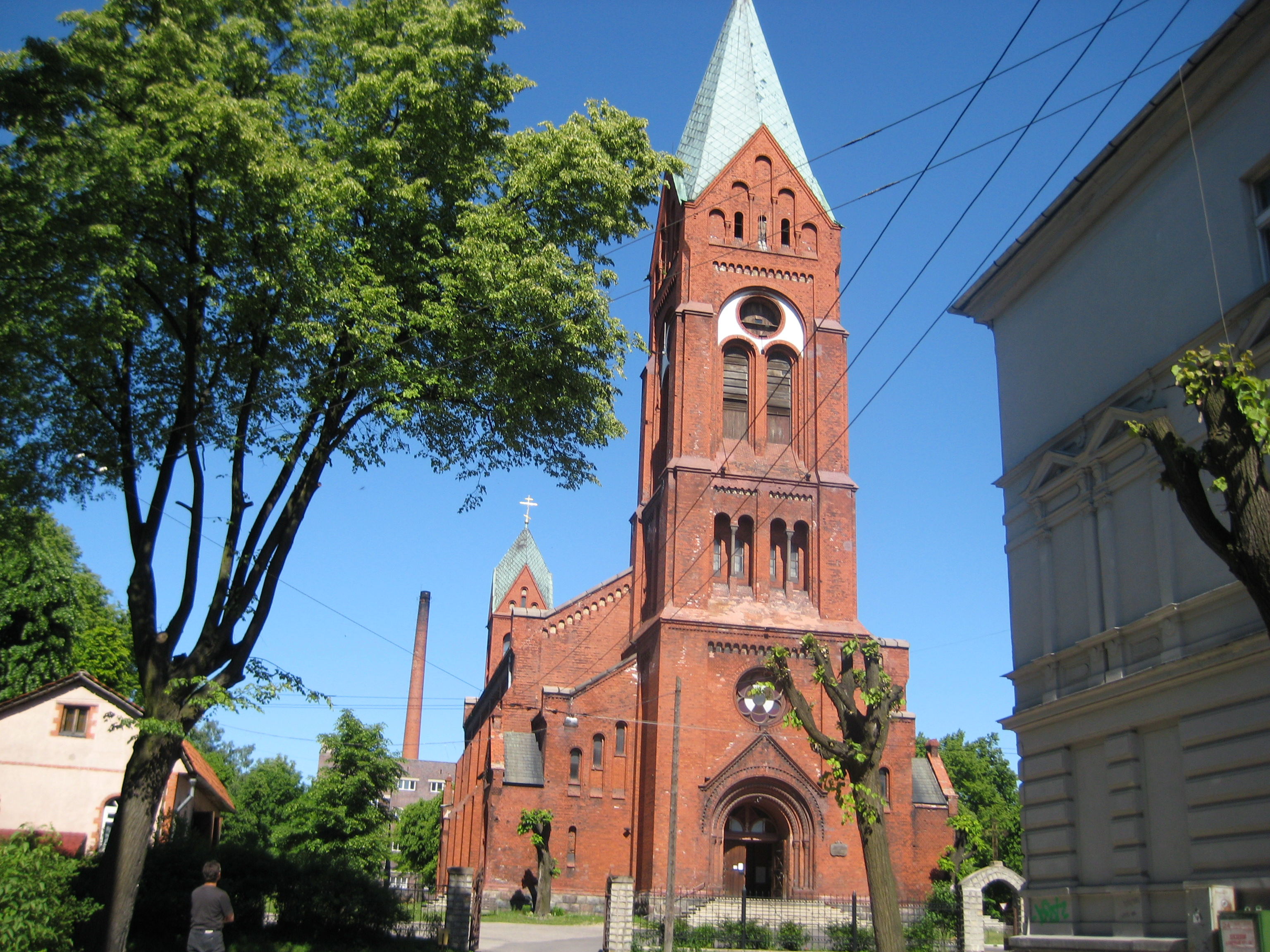
Bývalý evangelický kostel v současnosti
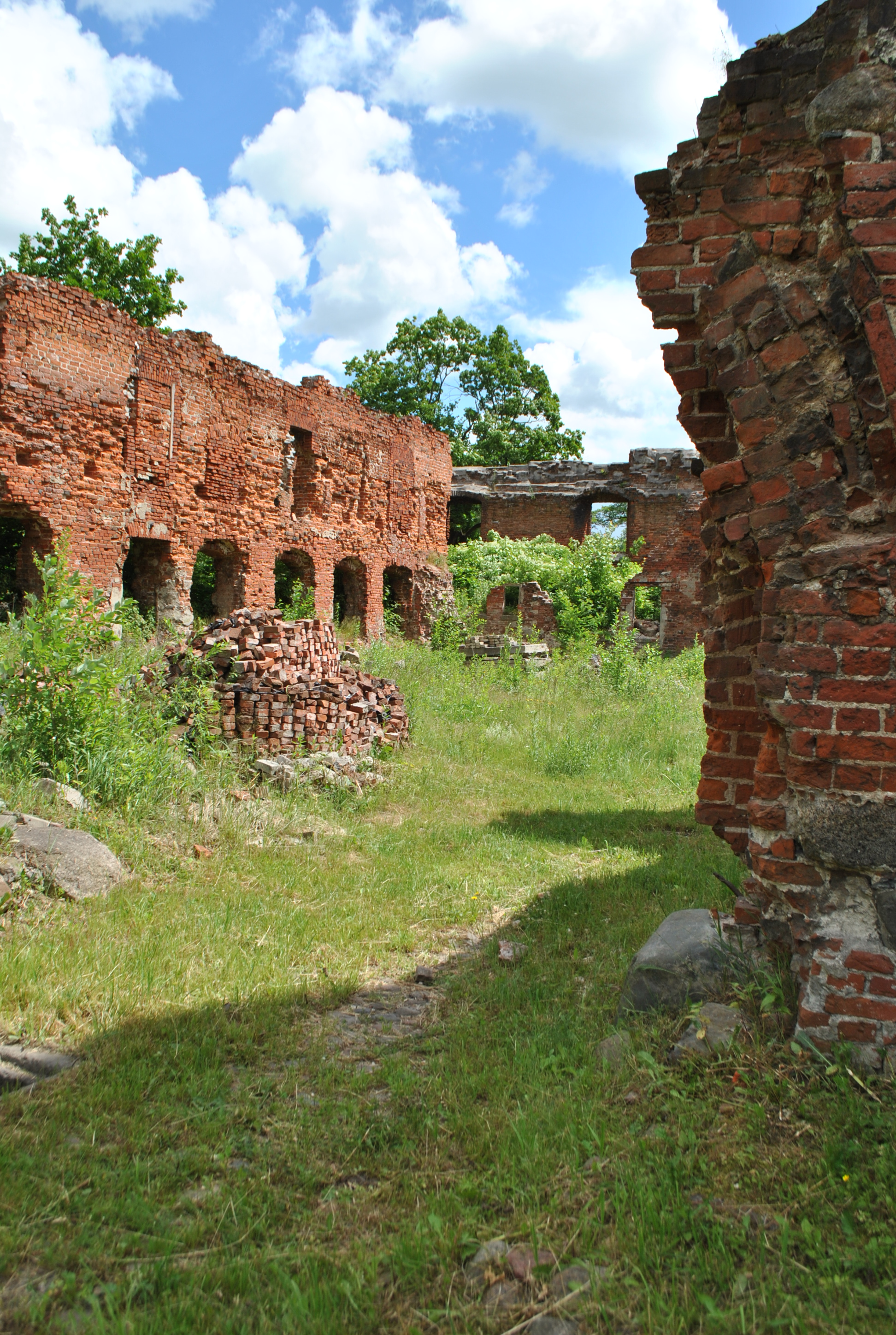
Ruiny původního řádového hradu
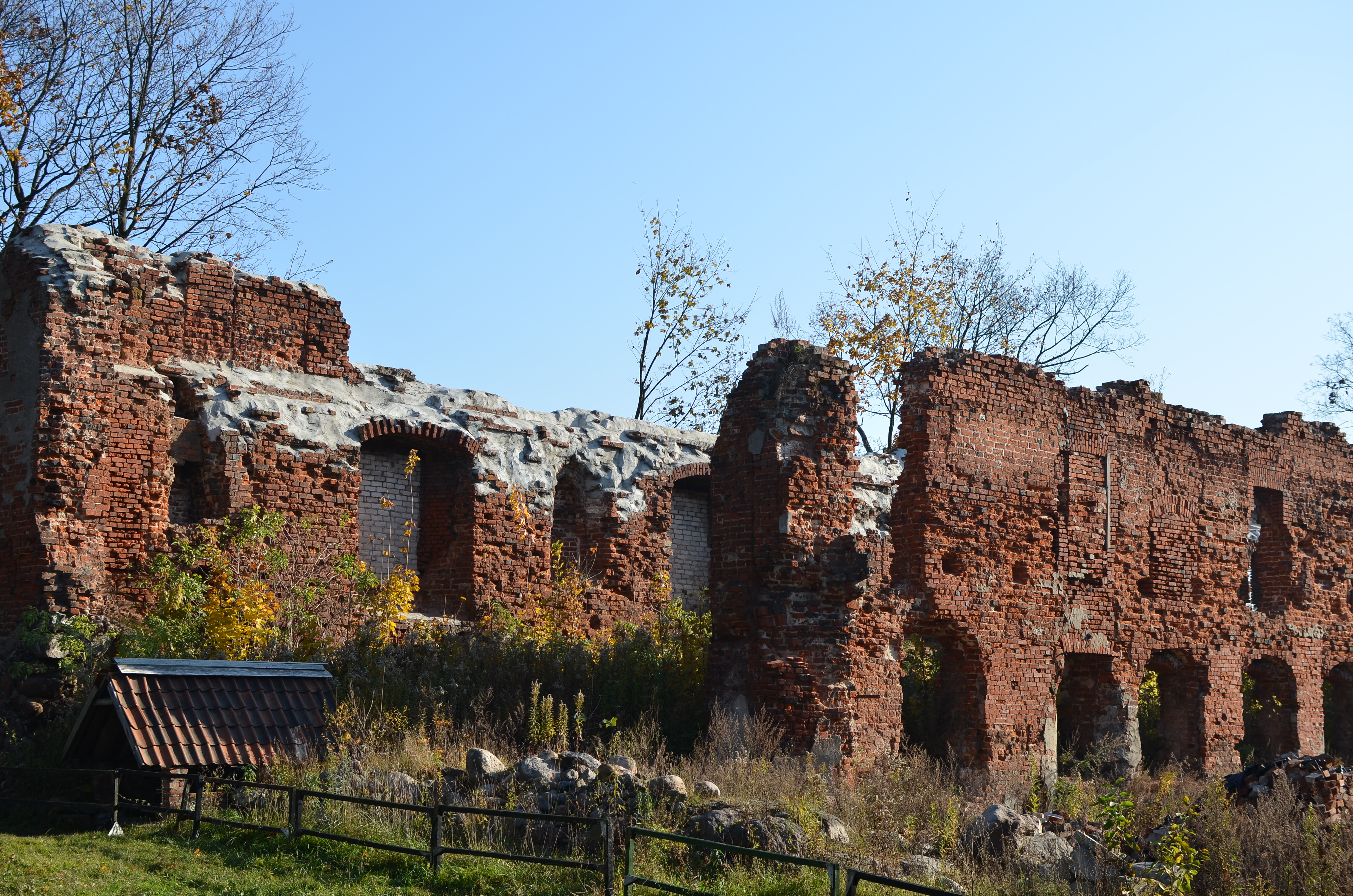
Ruiny původního řádového hradu
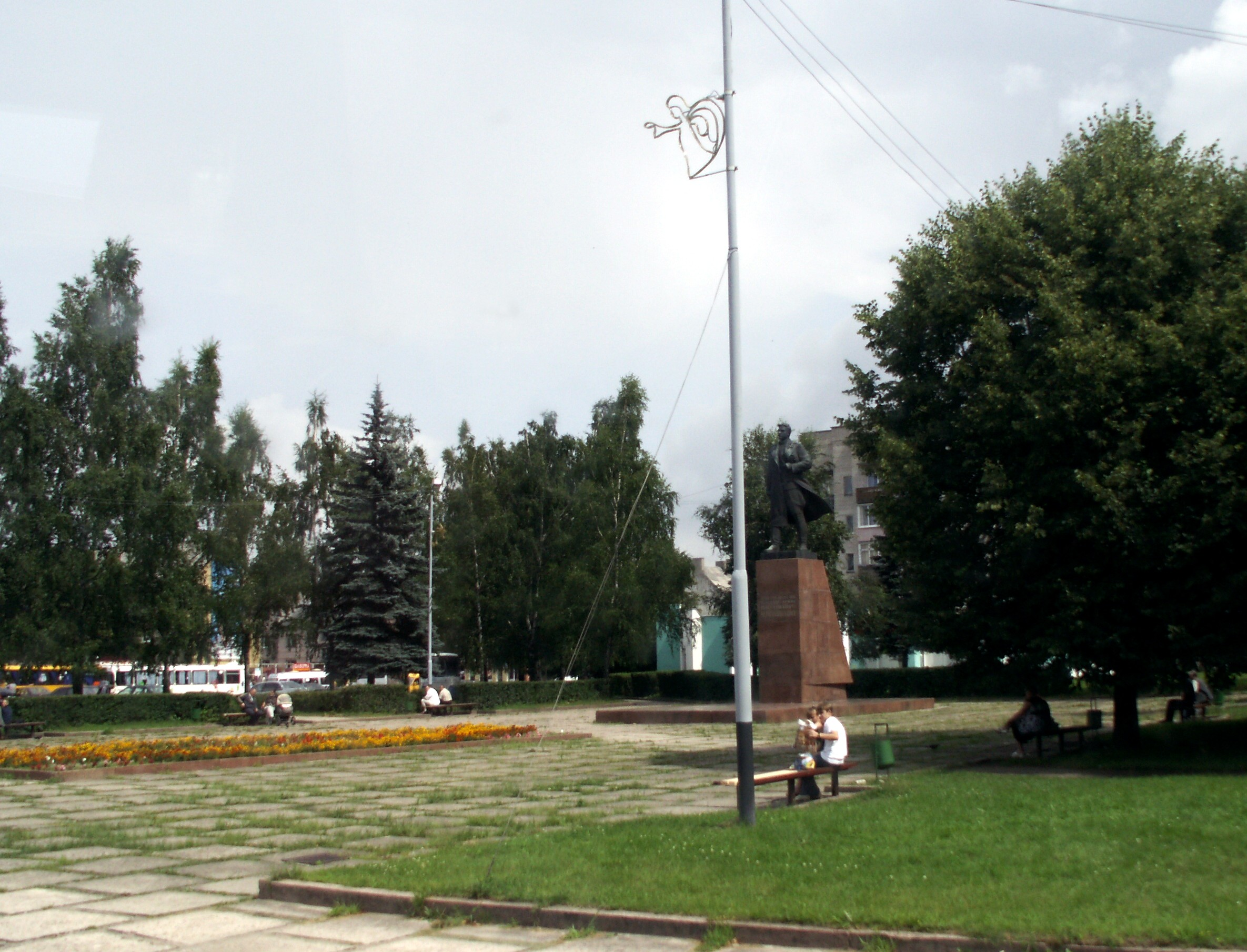
Památník generálu Černjachovskému
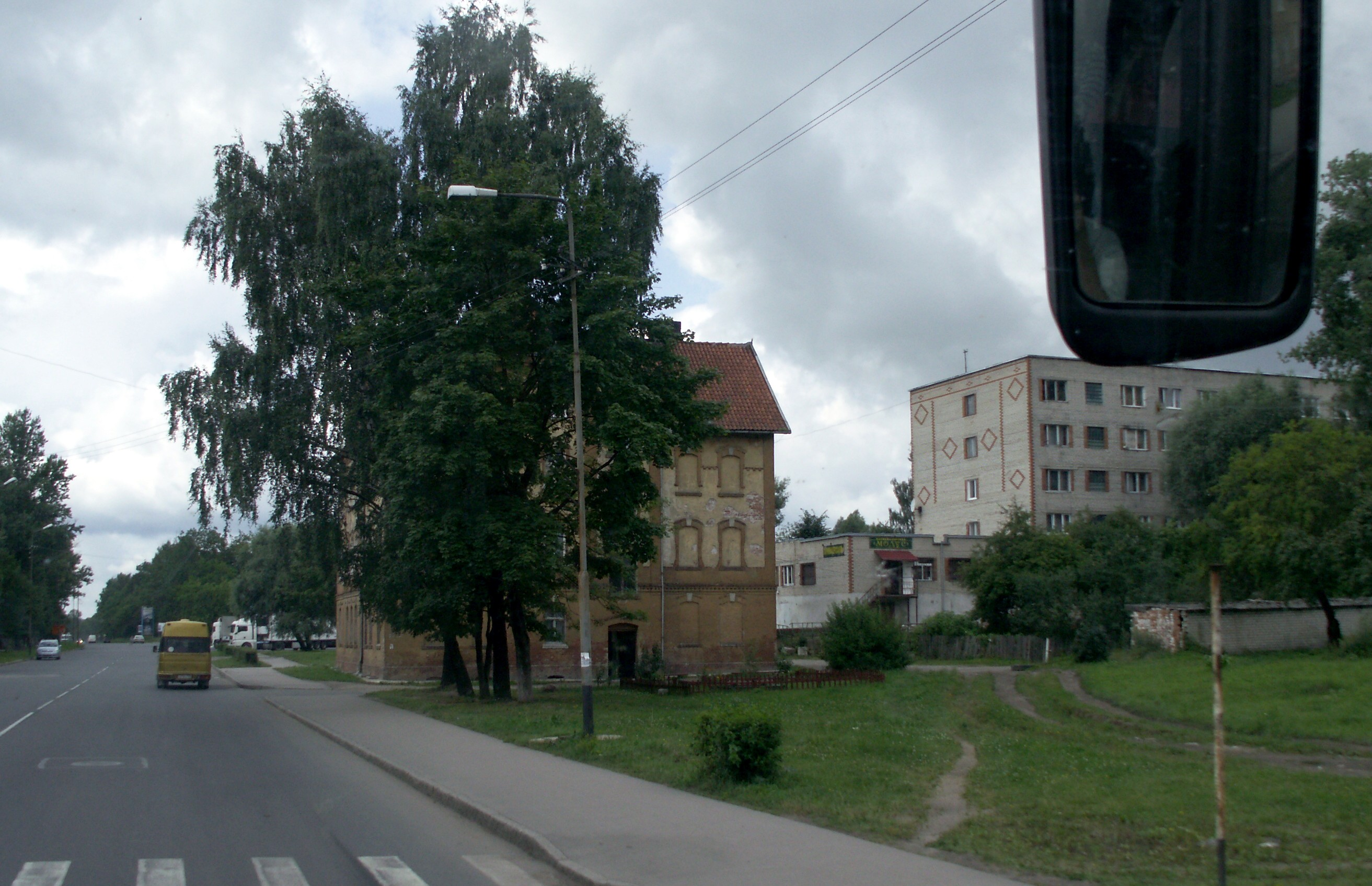
Čerňachovsk (2009)
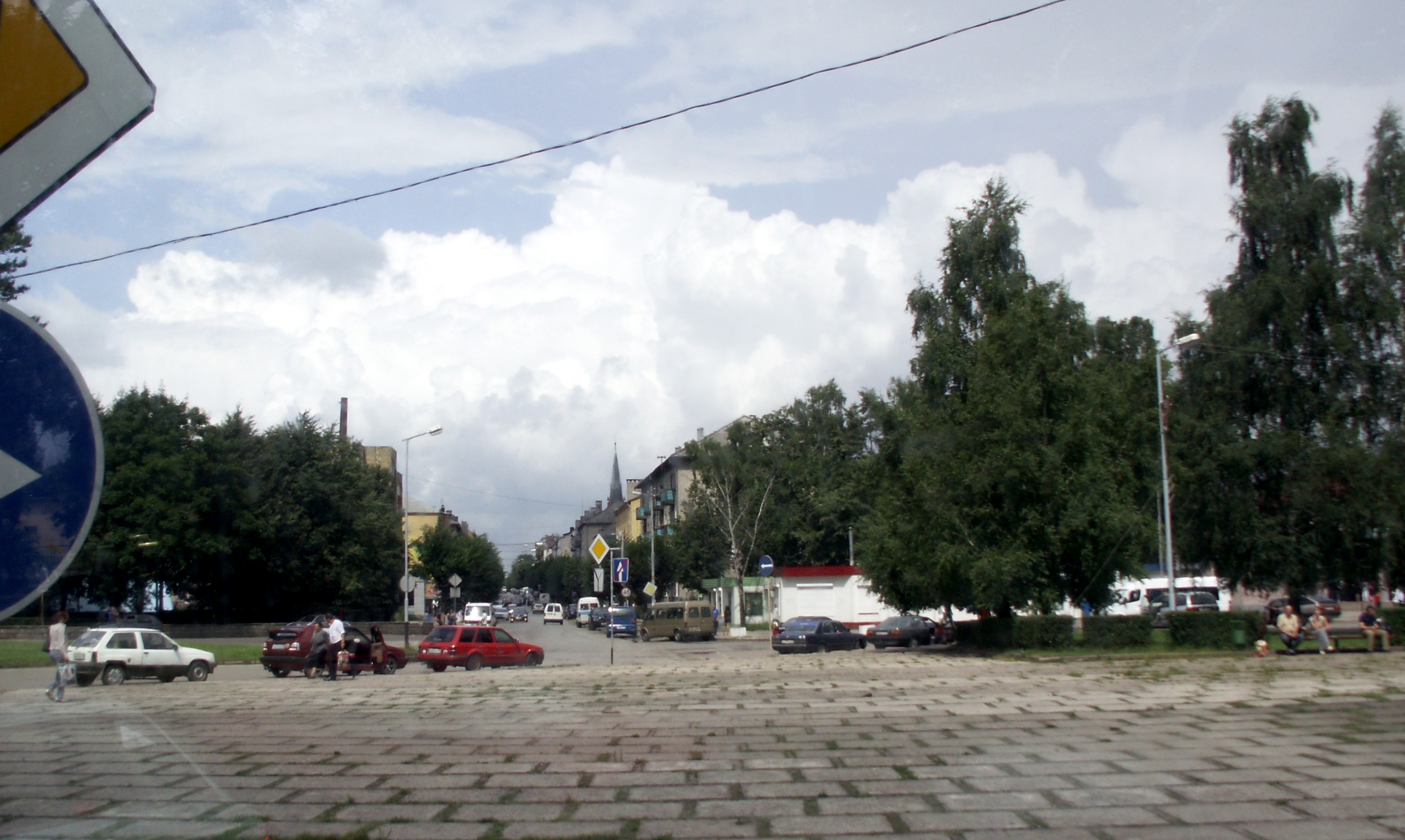
Čerňachovsk (2009)
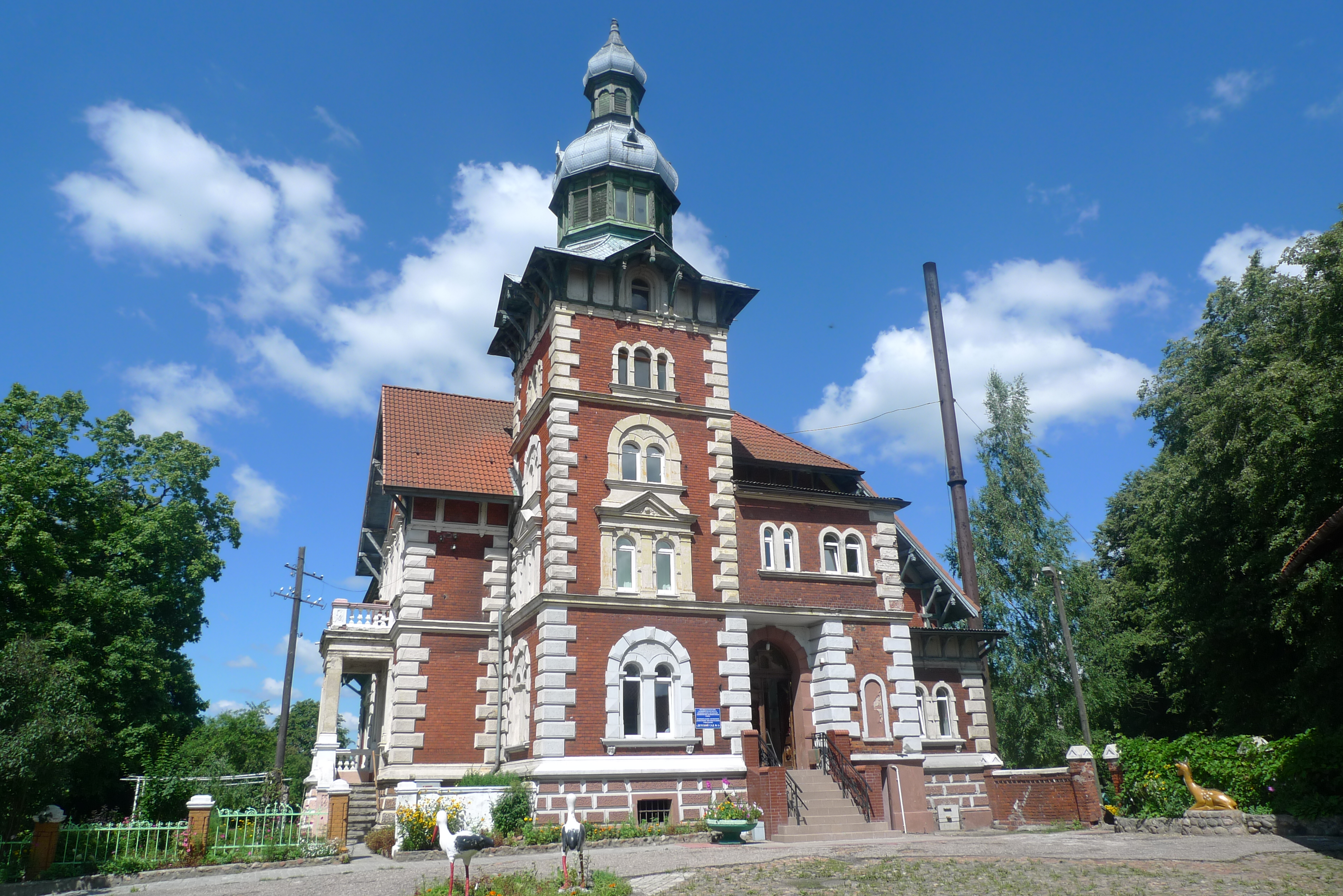
Vila Brandes